# Hirschfeld (Türingia)
Hirschfeld település Németországban, azon belül Türingiában. Lakosainak száma 96 fő (2023. december 31.).

## Népesség
A település népességének változása:
| Lakosok száma | 110  | 109  | 105  | 102  | 96   |
|               | 2017 | 2019 | 2021 | 2022 | 2023 |